# Franko (Worms)
Franko, auch Franco, († 4. September 999 in Rom) war von 998 bis 999 Bischof von Worms.

## Leben
Franko entstammte einer vornehmen Familie aus Hessen, weshalb er gelegentlich auch Franko von Hessen genannt wird, und war der ältere Bruder seines Nachfolgers Bischof Burchard I. von Worms. Seine Schwester Mechthildis wird 1016 urkundlich als Äbtissin und Wiederbegründerin des Wormser Stiftes Maria Münster genannt. Laut Wormatia Sacra kamen sie aus dem gräflichen Geschlecht von Reichenbach-Ziegenhain.
Ebenso wie Burchard gehörte er der kaiserlichen Hofkapelle an und wurde zusammen mit ihm Hofkaplan. Er war mit Kaiser Otto III. befreundet, stand in dessen besonderer Gunst und begleitete ihn auf seinem zweiten Italienzug. Nach dem Tod des Wormser Bischofs Hildebold († 3. August 998) ernannte er ihn zu dessen Nachfolger. Franko begab sich daraufhin kurzfristig nach Worms und reiste von dort nach Italien.

In der um 1030, von einem ungenannten Chronisten verfassten Vita des Bischofs Burchard heißt es über seinen Bruder Franko:

„Nach der Übernahme des Bischofsamtes verweilte er einige Zeit im Wormser Gebiet. Er ordnete die kirchlichen Angelegenheiten zweckmäßig und brach dann mit dem Kaiser zu einem Zug nach Italien auf. Dort bemühte er sich mehr als ein Jahr im Dienste des Kaisers. Sehr häufig war er in dessen geheime Pläne eingeweiht. Wenn Rat zu halten war über wichtige Angelegenheiten, genoss Franko trotz seiner Jugend solch Vertrauen und Ansehen beim Kaiser, dass selten etwas ohne seinen Rat beschlossen wurde. Gegen alle war er leutselig, gegen alle gütig und durch Geschenke erwarb er sich bei allen ungewöhnliches Ansehen. Daher liebten ihn alle sehr und ahnten in ihm schon gleichsam einen Heiligen. Deshalb ehrte ihn auch der Kaiser sehr und hatte ihn vor den anderen lieb.“

Im August 999 vollzogen der Kaiser und er gemeinsame asketische Bußübungen im Kloster San Benedetto zu Subiaco. Bald danach starb er in Rom und wurde dort – laut Burchardsvita – mit großen Ehren begraben. Den Tag seines Todes habe er dem kaiserlichen Freund in Subiaco vorausgesagt gehabt.
Die Überlieferung berichtet, Franko habe den Kaiser sterbend gebeten, seinen Bruder Burchard als Nachfolger in Worms einzusetzen. Die von Otto III. zunächst als Nachfolger bestimmten Hofkapläne Erpo und Razo starben in kürzester Zeit hintereinander, worauf Burchard als Bischof von Worms folgte und 25 Jahre als bedeutender Oberhirte amtierte.
Zu Frankos Regierungszeit versuchte der Kaiser erfolglos das Kloster Lorsch dem Bistum Worms zu unterstellen. In diesem Zusammenhang ernannte ihn der Herrscher Anfang 999 auch zum dortigen Abt, nachdem er den Amtsinhaber Salmann zum Rücktritt gezwungen hatte. Über Otto III. stand Franko von Worms in freundschaftlichem Kontakt zu Papst Silvester II.
Als Bischof Franko starb informierte Otto III. seine Großmutter, die heiliggesprochene Kaiserin Adelheid, durch einen Sonderkurier über den Trauerfall. Sie schätzte den Kleriker außerordentlich.